# Berinda ensiger
Berinda ensiger är en spindelart som först beskrevs av Octavius Pickard-Cambridge 1874.
Berinda ensiger ingår i släktet Berinda och familjen plattbuksspindlar. Inga underarter finns listade i Catalogue of Life.